# 伊藤孝紀
伊藤 孝紀（いとう たかのり、TAKANORI ITO、1974年 - ）は、三重県出身の建築家、デザインディレクター、博士（芸術工学）。名古屋工業大学准教授、有限会社タイプ・エービー主宰（TYPE A/B）。デンマーク王立アカデミー客員教授。

## 経歴
- 1974年10月17日三重県桑名郡多度町（現・桑名市）生まれ。
- 1993年 三重県立桑名高等学校卒業。
- 1994年 TYPE A/B設立（2005年〜有限会社タイプ・エービー）。
- 1997年 名城大学理工学部建築学科卒業。
- 2007年 名古屋市立大学大学院芸術工学研究科博士後期課程満了。
- 2007年 名古屋工業大学大学院工学研究科 准教授。
- 2023年　デンマーク王立アカデミー客員研究員（在外研究）。
- 2024年　デンマーク王立アカデミー客員教授。

## 作品
- 『STATION Ai』スタートアップ拠点施設：2024年
- 『CULVERT PARK』コミュニティミュージアム：2021年
- 『神馬の湯』地域ブランディング・温浴施設：2020年
- 『SAKAE SOUTH PEAKS』都市コート型 商業施設：2019年
- 『クリばこ』 クリエイティブラウンジ：2018年
- 『TOYOTA WAKATAKE HOSPITAL』 地域拠点となる総合病院：2017年
- 『JPタワー KITTE名古屋』 空間コンセプトアドバイザー：2016年
- 『FUJISAN』 オフィス併用住宅：2015年
- 『ROYAL COUNTRY CLUB』 美術館を融合したクラブハウス：2014年
- 『aoihana』高齢者対応の住宅：2013年
- 『OSORO』コミュニティを誘発する眼鏡：2013年
- 『NITY』コミュニティサイクル：2012年
- 『The Sofa』日本人のための王道ソファ：2012年
- 『Heart Tower』名古屋テレビ塔の環境演出：2010年
- 『gre・eco』グリーン・ステーション：2009年
- 『lots Fiction』親子カフェ併用住宅：2008年

## 著書
- 『はしもとの家　老いと向きあう』2022年10月
- 『名古屋圏の建築家と建築』建築メディア研究所：2019年3月
- 『HANKYU MOOK 大人の名古屋 建築で歩く名古屋』阪急コミュニケーションズ：2013年9月
- 『まちを演出する 仕掛けとしてのデザイン』鹿島出版会：2013年2月
- 『名古屋魂　21世紀の街づくり提言書』中部経済新聞社：2013年2月

## 主な受賞[要出典]
- 2004年 JCDデザイン賞 奨励賞
- 2005年 Residential Lighting Awards 審査員特別賞
- 2006年 BEST STORE OF THE YEAR 入選
- 2006年 SDAデザイン賞 地区デザイン賞
- 2007年 JCDデザイン賞 銀賞
- 2008年 日本建築学会東海賞 作品賞
- 2009年 中部建築賞
- 2011年 DDAデザイン賞 協会特別賞
- 2012年 DSA空間デザイン賞
- 2012年 日本デザイン学会 研究奨励賞
- 2013年 SDAデザイン賞 最優秀賞
- 2013年 グッドデザイン賞（NITY）
- 2013年 グッドデザイン賞（OSORO）
- 2014年 すまいる愛知賞 都市再生機構中部支社長賞
- 2015年 日本建築学会作品選集 新人賞
- 2016年 芦原温泉駅周辺のまちづくりデザイン 市民公開プロポーザル 最優秀賞
- 2016年 名古屋駅西側エリア(駅前広場及び乗換空間等)検討業務委託チーム選定・デザインアーキテクト就任
- 2017年 DSA空間デザイン賞 協会特別賞
- 2018年 ソトノバ アワード URBAN DESIGN賞
- 2018年 愛知まちなみ建築賞
- 2019年 ソトノバ アワード audience賞
- 2019年 日本建築学会作品選集
- 2022年 日本空間デザイン賞 銅賞（CULVERT PARK）
- 2023年 iF DESIGN AWARD（CULVERT PARK）
- 2023年 日本デザイン学会 年間作品賞（栄ミナミ・パークレット）
- 2024年 日本デザイン学会 優秀研究賞